# Canal de Gavet
El Canal de Gavet és un canal hidràulic i de reg que té el seu inici en el municipi de Talarn i que ressegueix el marge esquerre del riu Noguera Pallaresa en direcció sud, passant per l'antic terme de Vilamitjana (actualment una entitat municipal descentralitzada de Tremp) i Gavet de la Conca fins a la central hidroelèctrica de Reculada. Té 8 quilometres de llargada 
 i fou construït per l'empresa Riegos y Fuerzas del Ebro dintre del seu projecte d'explotació de les concessions hidroelèctriques del curs mig del Noguera Pallaresa. La posada en funcionament fou el 1923 i té la capacitat de transportar fins a 60 metres cúbics per segon d'aigua.
L'ús del canal industrial de Gavet està centrat en l'aprofitament hidroelèctric, per a alimentar les turbines de producció d'electricitat de la central hidroelèctrica de Reculada. A partir del canal industrial de Gavet, neixen tres canals de regadiu:
- Canal Sud. El seu cabal d'aigua és de 350 litres per segon. Proporciona aigua per a una superfície de 124,48 hectàrees. El canal primari té una longitud de 4,27 quilòmetres, la dels canals secundaris és de 5,02 i la dels terciaris és de 1,29 quilòmetres. Una estació de bombeig extreu aigua amb un cabal de 120 litres per segon fins a un dipòsit regulador que alimenta el Canal Elevat de Llimiana.
- Canal Nord. Amb un cabal de 200 litres per segon, subministra aigua per a una superfície de regadiu de 99,10 hectàrees. El canal primari té una longitud de 1,98 quilòmetres, la dels canals secundaris és de 3,39 i la dels terciaris és de 2,41 quilòmetres.
- Regs de Gavet. És el més petit, amb un cabal de 25 litres per segon. La superfície que rega és de 14,02 hectàrees. El canal primari té una longitud de 170 metres, la dels canals secundaris és de 930 metres i la dels terciaris és de 80 metres.

La construcció dels canals de reg formà part de les concessions que Riegos y Fuerzas del Ebro feu a la comarca, fruit de les negociacions entre la companyia i la Junta Comarcal de Defensa dels Interessos Hidràulics. El conveni de col·laboració entre les dues parts es signà davant notari el 9 de juny de 1912 a Tremp.

## Itinerari del canal

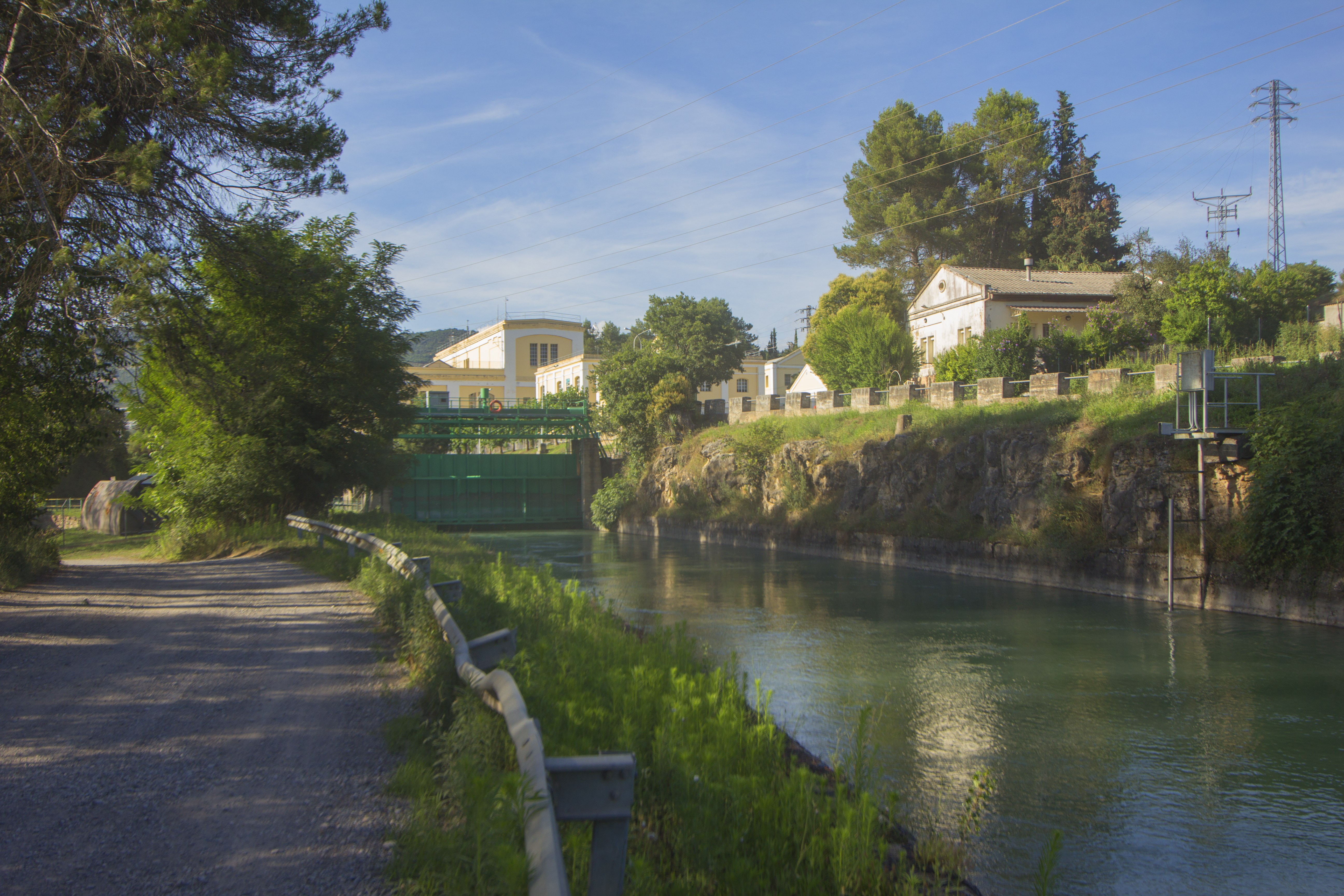
Origen del canal de Gavet a la central hidroelèctrica de Talarn.

Neix aquest canal a la Central hidroelèctrica de Talarn, també anomenada Central FECSA-Nerets, sota i al sud-oest de la presa del pantà de Sant Antoni. Des d'aquest lloc el canal discorre de forma paral·lela pel costat de llevant de la Noguera Pallaresa, passa ran de l'extrem est del Pont del Riu, supera el barranc de la Coma i recorre un tram paral·lel a la carretera C-1412b. Al cap de poc, però la carretera passa per damunt del canal, a l'anomenat Pont del Canal.

### Vilamitjana
A Vilamitjana torna a seguir paral·lel al curs de la Noguera Pallaresa, passa per la Casilla, supera el barranc dels Seguís, i tot seguit per les partides de Ventolà i de Santa Maria, on hi ha el Pont petit del canal, i passa pel costat de ponent de la vila de Vilamitjana. És un tram del qual arrenquen diverses séquies o petits canals, que serveixen els camps que queden, sobretot, entre el canal i la Noguera Pallaresa, però també, a través del tram conegut com lo Canal, tota la plana al nord, est i sud-est de la vila de Vilamitjana. A més duu aigua fins a la mateixa vila. De l'oest i sud-oest de Suterranya, cosa que, en el moment de la construcció, va implicar una transformació absoluta de la qualitat i de la productivitat, d'aquestes terres. També alimentaven el Molí de Suterranya, i abocaven en el barranc del Pont de Fusta.

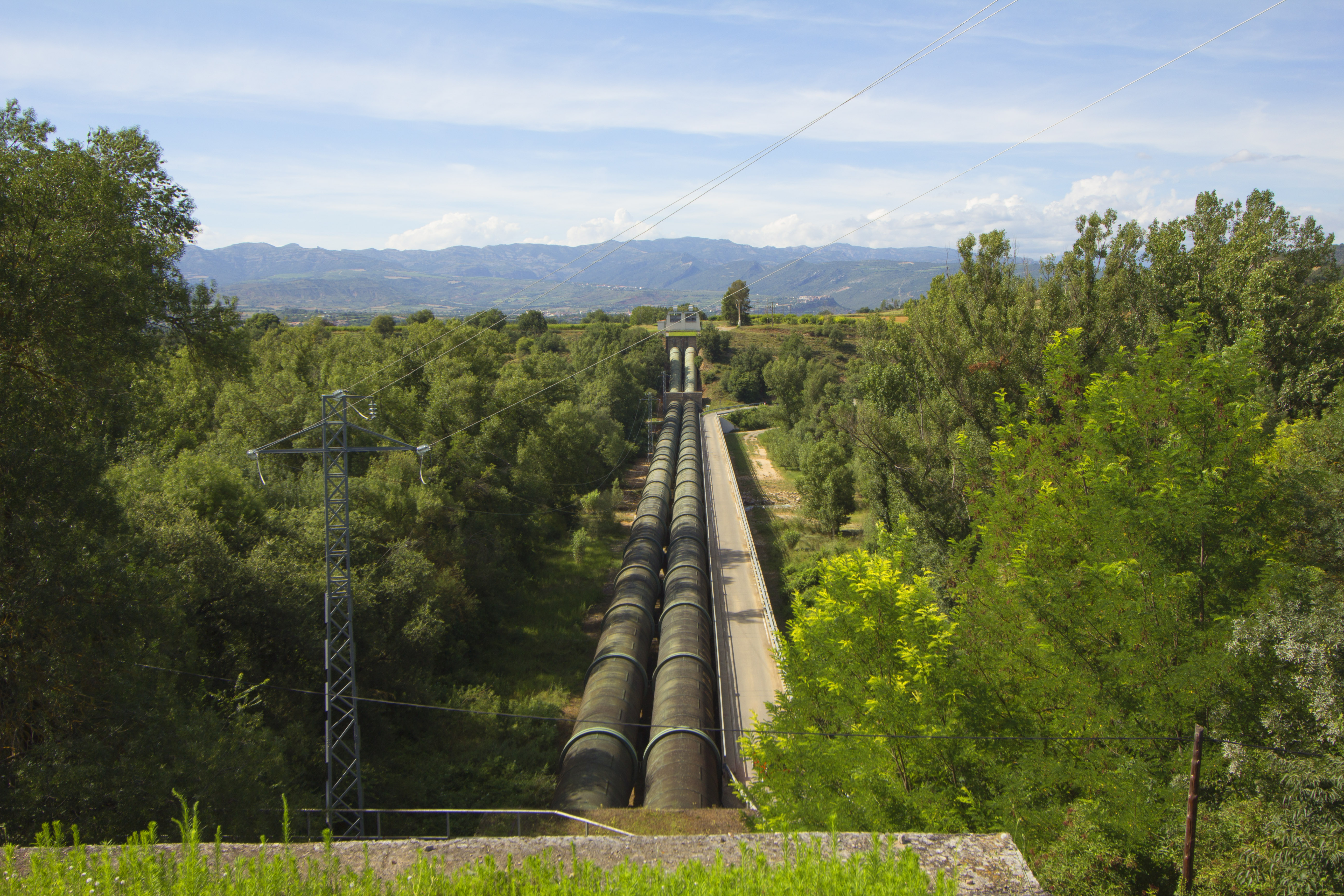
Pont sobre el riu Gavet en sifó

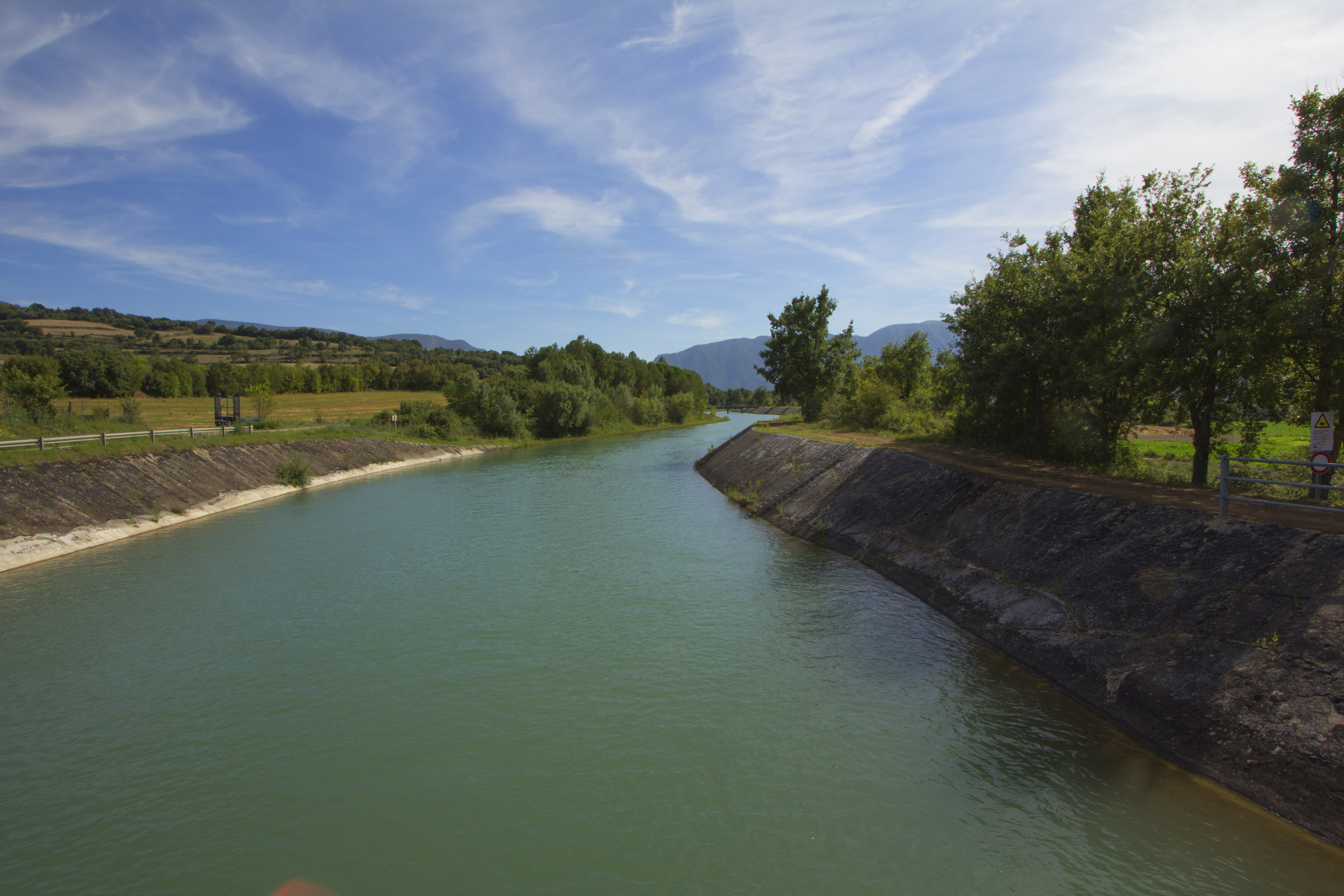
Vista general

Un cop deixada enrere aquesta vila, el canal travessa per damunt el barranc de l'Abeller, travessa entre les partides de Perellons i lo Puigferrat. Es manté sempre a una altitud de 428 metres, quan, a ponent seu, la plana de la llera de la Noguera Pallaresa es troba ja a només uns 400 m. alt. Per això, la partida damunt de la qual discorre el canal s'anomena les Costes. Passa després per les partides de los Inerts de Dalt i los Gentons, després la de les Tonrelles, i arriba al riu de Gavet, que travessa formant un sifó en una grossa canonada paral·lela i un xic per damunt de la carretera LV-9213, deixant a ponent la partida de Paredades i a llevant la d'Escadolles.

### Gavet de la Conca
Un cop superat el riu de Gavet, el canal ressegueix el poble de Gavet pel costat de ponent, i s'obre en un ample canal que s'assembla a un embassament, al sud-oest d'aquell poble. Entre les partides de Vilans i Serradell, arriba al barranc de la Coma, que també travessa pel damunt, i torna a travessar un altre curs d'aigua: el barranc de la Pedrera, on hi ha el Pont de Farriatges, a les masies de Sant Serni. En aquest indret queda sota del canal, a ponent, l'Horta de Sant Serni i, al cap d'un tros més, l'Horta del Roquer. A llevant del canal queden les partides de los Llomassos i les Ribades, i travessen el canal, en aquest tram, el Pont de l'Espinau i el de l'Horta.

### Embassament de la central de Reculada
És ja el tram final del canal: de seguida hi ha el petit embassament que es forma en el lloc on el canal desemboca en la canonada que baixa cap a la central elèctrica, just abans d'arribar al barranc de Reculada. Finalment, l'aigua del canal davalla de forma sobtada per un tub de notables dimensions, similar al que travessa per damunt del riu de Gavet, de 550 metres de llargària, que alimenta les turbines de la Central hidroelèctrica de Reculada, o de Gavet, amb una potència instal·lada de 23 000 kW i una producció mitjana anual de 133 milions de kWh.

### Alimentació de canals secundaris
Tanmateix, d'aquest embassament final abans de la canonada de servei de la central, el canal de Gavet encara alimenta dues altres petites séquies de regadiu, un dels quals discorre cap al sud al peu de la costa que permet la canonada de davallada esmentada, travessa el barranc de Sedulia i el de Xércoles i dona servei a les terres de regadiu de la zona dels Masos de Llimiana. Aquest canal de regadiu té el final a les terres entre Casa Minguet i la Masia de l'Alon.
L'altre, emprèn cap al nord, baixant cap a les hortes abans esmentades, la del Roquer i la de Sant Serni, i veu el seu final ran del barranc de la Coma.

## Neteja del canal
El canal de Gavet està fet de formigó. Aquest material té una sèrie de característiques que afavoreixen el creixement d'algues a les parets del canal, que provoquen una pèrdua de transport d'aigua. Per evitar-la, cada dos anys cal un costós procés de neteja. Es buida parcialment el canal, s'extreuen els peixos per dur-los al Noguera Pallaresa, s'acaba de buidar l'aigua i es raspa el fons i les parets del canal. Aquest procés dura unes cinc setmanes, i paralitza la producció de les centrals hidroelèctriques de Talarn, Reculada i Terradets.

## Danys de guerra
Durant la guerra civil les centrals hidroelèctriques dels Pirineus van ser considerades objectius militars prioritaris a ser destruïts per l'exèrcit rebel espanyol. Amb la inutilització es volia impedir el subministrament elèctric a la indústria catalana per dificultar la fabricació d'armament. L'aviació de la Legió Còndor, aliada als rebels espanyols, va bombardejar diverses vegades les centrals de Pobla de Segur i Talarn. El bombardeig del 19 de gener de 1938 afecta el canal de Gavet.